# Ruy Otero
Ruy Otero (Lisboa, 19 de Abril de 1968) é um encenador, realizador, argumentista, artista plástico, actor e humorista português. É fundador da companhia Pogo Teatro, da qual foi sempre Director Artístico. Tem trabalhado como autor em Vídeo, Teatro, Dança, Televisão e Artes Plásticas. Escreveu argumentos para cinema e televisão e foi actor em cinema e publicidade.

## Histórico
Em 1988, tira o curso profissional de actores do IFICT e começa por escrever textos para Café–teatro, onde também interpreta os papéis principais a par de outros actores. Nesta fase destaca-se Deus fez a Terra. Nós… também não apresentado em inúmeros locais do país entre os quais o extinto Teatro O Século e ainda Com plexus sem nexus com o apoio do Inatel apresentado no Teatro da Trindade e em vários teatros e bares do país.
Escreve e interpreta, em 1992, ainda com o seu grupo de então, o Café Aparte, o primeiro episódio piloto para televisão intitulado Tempo dos desgraçados, realizado por Bruno Perosa e Sérgio Henriques (produzido pela Costa do Castelo Filmes).
Ganha o primeiro prémio num concurso instituído pela Videotime com o filme Bob e o Vídeo. Começa aqui a sua incursão pela realização vídeo.
Em 1993 faz a sua primeira encenação Balada a Mr. Brandy de António Pocinho no Teatro da Malaposta no contexto LAB – Projectos em movimento, produzido pela RE.AL (João Fiadeiro).
Volta a filmar um programa piloto para televisão realizado por Sérgio Henriques, chamado TVirus, em 1994, onde é co-autor e actor, que por questões de produção não chega a ser negociado com as televisões, mas teve exibição pública na Videoteca de Lisboa. TVirus foi co-produzido pela Duvídeo.
1995 é o ano em que realiza a curta-metragem Gâmbito de Dama, filme apresentado em vários pequenos festivais.
Encena ainda nesse ano Lips on Lab e Complexo Titanic para os Lab 3 e 4 da RE. AL no Teatro da Malaposta. O vídeo surge pela primeira vez nestes espectáculos enquanto elemento narrativo e plástico. Estes vídeos, que surgirão em todos espectáculos subsequentes, serão sempre realizados por si.
Neste ano destaca-se ainda a performance Chinese Rock integrada no Festival X (promovido pela Associação Olho).
O Pogo Teatro era neste período já uma realidade e Ruy Otero é o seu director artístico.
No ano de 1996 continua a dar o seu contributo enquanto autor, encenador, realizador e actor no espectáculo de Video-teatro produzido pela Galeria Zé dos Bois. Trata-se de Handicap (co-autoria de António Pocinho).
É pela primeira vez nesse ano convidado para trabalhar em dança. Cria juntamente com Sílvia Real (coreógrafa) o espectáculo e filme Road Movie, integrado no Festival Clip comissariado por António Pinto Ribeiro e produzido pela Casa de Serralves.
No final desse mesmo ano produz, escreve e realiza Naif para a Mostra de Vídeo Contemporânea organizada pela Videoteca de Lisboa.
1997 é o ano mais prolífero do Pogo Teatro em matéria de espectáculos de vídeo-teatro. É co-autor, encenador, realizador e actor em O Homem do Lichenstein (co-autoria de António Pocinho) (Ritz Club); Zap Splat (Festival Atlântico) e Sent (Teatro Taborda) - que representou o primeiro subsídio atribuído ao Pogo Teatro pelo IPAE e Fundação Calouste Gulbenkian.
É convidado, em 1998, para a sua segunda incursão no domínio da dança pela coreógrafa Clara Andermatt, onde é co-autor do espectáculo ''Uma história da dúvida'' (realização do vídeo – prólogo da obra). Este espectáculo, produzido pela Expo 98 – Festival Mergulho no Futuro, irá correr o mundo e obtém o Prémio Almada do Ministério da Cultura.
Ainda pela Expo 98, é convidado para apresentar um filme na Praça Sony (Festival Novas Tendências). Realiza Lourenço on the beach – que posteriormente será também apresentado na mostra de jovens cineastas no Fórum Lisboa e no cinema King.
Ainda nesse ano começa as filmagens de No Exit, filme que posteriormente foi financiado pelo ICAM.
Cria ainda a sua primeira peça de vídeo-arte, Exit – For you guys, em co-autoria com Pedro Cabral Santo, para a exposição O Império Contra Ataca. Esta obra foi exibida na exposição Slow Motion patente na Fundação Calouste Gulbenkian, e em muitas outras exposições em Portugal e no Resto do Mundo.
Arranja ainda tempo para trabalhar como actor em cinema, publicidade e vídeos de artistas plásticos ao longo destes anos.
Convém lembrar que o Pogo Teatro neste período, era já um grupo que albergava diversos artistas e criadores oriundos de outras áreas, como a literatura, as artes plásticas, a moda, a música, etc. E é por isso que é convidado pelo Centro Cultural de Belém para apresentar três novas criações (complementares). Surge então ''Mainstream'' I, II e III, o seu projecto mais ambicioso que integra vídeo, cinema, teatro, ''stand up comedy'', artes plásticas, arquitectura, jornalismo (com entrevistas ao vivo) e dança. 6 horas divididas em três espectáculos, onde volta a ser co-autor, encenador, realizador, argumentista e actor. Este evento, subsidiado também pelo IPAE e pelo ICAM, dará origem aos filmes Freaks, Dogma, A Francesa, e A Ligeireza (esta última uma longa-metragem de ficção em formato digital), que foram posteriormente apresentados no Festival Número.
Em 2000 realiza com Pedro Cabral Santo Coração de Neon, produzido pela bienal de Londres, e concebe ainda Psico Killer para a exposição Espaço 1999. Estas duas obras foram entretanto apresentadas em diversas exposições colectivas de artes plásticas.
Já com o apoio do ICAM acaba o seu complexo filme em três ecrãs No Exit que abrirá o Festival Número desse ano.
O Pogo Teatro volta a ser subsidiado pelo IPAE para apresentar no Teatro Viriato de Viseu Mainstream 2000 a convite de Paulo Ribeiro, para o Festival da Primavera. Desta vez remonta todo o material de Mainsteam I, II e III e transforma-o noutro objecto. Esta característica de recontextualização das obras já realizadas é inerente ao conceito promovido pelo Pogo Teatro e Ruy Otero.
Em 2001, produz e realiza o espectáculo de video-teatro-performance PlayPause, com concepção de Luís ElGris que foi apresentado no Lux-Frágil. Este evento volta a ser apoiado pelo ICAM.
Ainda em 2001 escreve a longa-metragem para cinema Fiesta Forever.
Escreve também, em parceria com Pedro Cabral Santo e Francisco Luís Parreira o projecto de um seriado para televisão Os Irmãos Lumiar.
Em 2002, apresenta o vídeo Also Shinning no espaço Ginjal, integrado no Festival X: cine-vídeo.
Ainda nesse ano, apresenta na Galeria Zé dos Bois em Lisboa os vídeos: subvertising, SP1, Luciano Benetton e Deadly Spyglass, no festival SuperSterio Demonstration, produzido pelo Pogo Teatro.
Em 2003 realizou o vídeo para o projecto de Clara Andermatt intitulado Polaroid, do qual foi também co-autor. Polaroid estreou em Fevereiro desse ano no Centro Cultural de Belém e prosseguiu numa ampla digressão por dois anos. Foi também co-autor com Pedro Mira e realizador de vídeos do espectáculo de dança Ugly de Carlota Lagido, também apresentado no Centro Cultural de Belém.
Em 2004 apresentou na Galeria Zé dos Bois em Lisboa um projecto plurisdisciplinar Punchline – Amorti, que contou com o apoio do IPAE. Esse mesmo projecto foi também apresentado mais tarde no espaço do Santiago Alquimista.
Paralelamente realizou um episódio piloto de um seriado para televisão com o mesmo nome – Punchline - do qual é também co-autor e actor. Está ainda em negociações com televisões para a sua integração nas grelhas de programação.
Em 2005 é convidado pela Associação Experimenta para realizar um vídeo a partir do material vídeo que a Experimenta havia produzido para televisão. Esse vídeo, intitulado ExdTV, passou a integrar o projecto Voyager, nesse ano apresentado em Estrasburgo, no âmbito da Presidência Portuguesa do Conselho da Europa; em Praga, no âmbito da Designblock, e na cidade do Funchal.
Em 2006, em colaboração com a Ubiquidade, realizou e produziu os vídeos que integram a exposição Comemorativa dos 50 anos da Fundação Calouste Gulbenkian: Ao serviço da Saúde.
Em 2007 realizou o vídeo-prólogo da exposição Ingenuidades, apresentada na Fundação Calouste Gulbenkian em Lisboa e em Bruxelas.
Iniciou também a realização do documentário integrado no projecto Gente da Casa de Carlos Gomes, que será apresentado no Festival Temps D’Images em 2008.
Realizou ainda os vídeos eu integraram o espectáculo Vis a Vis de Félix Lozano, estreado no Teatro Maria Matos em Lisboa e já apresentado na Quarta Pared em Madrid, encontrando-se agora em digressão.
Executou vários sets de VJ, apresentados durante o ano de 2007 e já em 2008 em vários locais.

## Formação académica
» 1993 | Frequência de curso de pós-graduação de Estudos de Teatro da Faculdade de Letras de Lisboa
» 1992 | Workshop de produção com Miguel Abreu.
» 1988 | Curso profissional de actores do IFICT.

## Trabalho

### Vídeo / Teatro
» 2004 | Punchline – Amorti; Galeria Zé dos Bois e Santiago Alquimista – Lisboa; Concepção Geral, realização vídeo, actor e encenador
» 2001 | PlayPause; Lux-Frágil - Lisboa; Realização vídeo, autor
» 2000 | Mainstream 2000; Festival da Primavera, Teatro Viriato - Viseu; Concepção Geral, realização vídeo
» 1999 | Mainstream I, II e III; Centro Cultural de Belém - Lisboa; Concepção Geral, realização vídeo
» 1997 | Sent; Teatro Taborda - Lisboa; Co-autor, encenador, realização vídeo
» 1997 | Zap Splat; Festival Atlântico, Antiga Litografia Portugal - Lisboa; Co-autor, encenador, realização vídeo
» 1997 | O Homem do Lietchenstein; Ritz Club - Lisboa; Co-autor, encenador, realização vídeo
» 1996 | Handicap; Galeria Zé dos Bois - Lisboa; Co-autor, encenador, actor, realização vídeo
» 1996 | Balada a Mr. Brandy; Galeria Zé dos Bois - Lisboa; Encenador, realização vídeo
» 1995 | Complexo Titanic; Teatro Malaposta - Lisboa; Autor, encenador, actor, realização vídeo
» 1995 | Lips on Lab; Teatro Malaposta - Lisboa; Co-autor, encenador, actor, realização vídeo
» 1993 | Com Plexus Sem Nexus; Teatro da Trindade - Lisboa; Co-autor, actor, realização vídeo

### Vídeo / Dança
» 2007 | Vis a Vis de Felix Lozano; Teatro Maria Matos – Lisboa e Quarta Pared - Madrid; Realização vídeo
» 2006 | Não temos pátria, temos barbatanas & valsa lenta 06 de José Laginha; Realização dos vídeos que integram o DVD promocional do espectáculo
» 2003 | Polaroid de Clara Andermatt; Centro Cultural de Belém – Lisboa Digressão Internacional; Realização e autoria do vídeo patente no espectáculo
» 2003 | Ugly de Carlota Lagido; Festival Temps d’Images, Centro Cultural de Belém – Lisboa; Teatro Esther de Carvalho - Montemor-o-Velho; Realização e co-autoria com Pedro Mira do vídeo patente no espectáculo
» 1998 | Uma História da Dúvida de Clara Andermatt; Festival Mergulho no Futuro, Centro Cultural de Belém – Lisboa; Digressão internacional em 1998 e 1999; Realização do prólogo da coreografia; Prémio Almada do Ministério da Cultura
» 1996 | Road Movie de Sílvia Real; Festival Clip, Fundação Serralves - Porto; Co-autor, actor e realização vídeo

### Vídeo / Televisão
» 2004 | Punchline; Piloto para televisão; Autor, realizador e Actor
» 2001 | Os Irmãos Lumiar; Co-autor do seriado de 13 episódios para a televisão
» 1994 | TVirus, realizado por Sérgio Henriques; Piloto para televisão; Co-autor e actor

### Vídeo
» 2007-2008 | Gente da Casa (em produção); Documentário integrado no projecto Gente da Casa de Carlos Gomes; Temps D’Images; Realizador
» 2007 | Ingenuidades; Vídeo-prólogo da exposição; Fundação Calouste Gulbenkian – Lisboa e Bruxelas; Realizador
» 2006 | Ao serviço da Saúde; Vídeos integrantes da exposição; Fundação Calouste Gulbenkian – Lisboa; Co-Autor com Ubiquidade e Realizador
» 2006 | Lisboa à Prova; Vídeos integrantes do eventos de gastronomia, promovidos pela Câmara Municipal de Lisboa; Pavilhão de Exposições da Faculdade de Agronomia e Cordoaria Nacional – Lisboa; Autor, Realizador, VJ
» 2005 | Exd TV; Vídeo integrante da Exposição itinerante Voyager, da Associação Experimenta; Estrasburgo - França, Praga – República Checa e Funchal; Autor e Realizador
» 2003 | OANI@quadrum; Vídeo de apresentação do projecto de Arquitectura Virtual; Co-Realização com Ubiquidade
» 2002 | Subvertising; SP1; Luciano Benetton; Deadly Spyglass; Festival SuperSterio Demonstration, Galeria Zé dos Bois – Lisboa; Festival SuperSterio Demonstration em 2005, Castelo - Linhares da Beira; Autor e realizador
» 2002 | Also Shinning; Festival X: Cine-vídeo, Espaço Ginjal – Almada; Veneer Folheado, Catalyst Arts, comissariado pela Galeria Zé dos Bois – Belfast, Irlanda (2004); Autor e realizador
» 2000 | A Ligeireza (Longa-metragem em formato digital); Freaks; Dogma; A Francesa (Curtas metragens; in Mainstream, Centro Cultural de Belém – Lisboa (1999); Autor e realizador
» 1998 | No Exit; Filme produzido pela EXPO 98; Festival Número – Lisboa; Autor e realizador
» 1998 | Lourenço on the beach; Filme produzido pela EXPO 98, Festival Novas Tendências, Praça Sony – Lisboa; Mostra de Curtas Metragens Portuguesas, Fórum Lisboa – Lisboa (1999); Mostra de Curtas Metragens Portuguesas, Cinema King – Lisboa (1999); Arte Contemporânia Portuguesa, comissariada por Paulo Mendes – Glasgow, Escócia (2000); Autor e realizador
» 1998 | Naif; Mostra de Vídeo Contemporâneo, Videoteca de Lisboa – Lisboa; Autor e realizador
» 1995 | Pulp no Oeste; Autor e realizador
» 1995 | Gâmbito de Dama, realizado por Pedro Cabral Santo; Actor
» 1995 | Também Gâmbito de Dama; Autor e realizador
» 1992 | Os mortos são lixo de cinema, realizado por João Paulo Maia; Actor
» 1991 | O Tempo dos Desgraçados, realizado por Bruno Perosa; Autor e actor

### Teatro
» 1995 | Chinese Rock; Festival X – Lisboa; Co-autor, encenador e actor
» 1992 | O Tempo dos Desgraçados; Johnny Guitar - Lisboa; Co-autor e actor
» 1991 | Deus fez a terra. Nós… Também não; Teatro do Século - Lisboa; Co-autor e actor

### Artes plásticas
» 2003 | Sem Título; Vídeo Instalação a partir do conto Caderno Negro de Cláudia Clemente; Lançamento do Livro da Autora – Lisboa e Porto
» 2000 | Coração de Neon; Exposição Air Portugal – Lisboa; Bienal de Londres – Londres; Exposição Slow Motion ESAD - Caldas da Raínha; Co-autor com Pedro Cabral Santo
» 1999 | Psico Killer; Exposição Espaço: 1999, Sala do Veado – Lisboa; Galeria da Fabrica Features - Lisboa (2000)
» 1998 | Exit (For you Guys); Exposição O Império Contra-Ataca, comissariada por Pedro Cabral Santo, Galeria Zé dos Bois - Lisboa; Galeria La Capela - Barcelona; Fundação Calouste Gulbenkian – Lisboa; Co-autor com Pedro Cabral Santo

### Cinema
» 2001 | Fiesta Forever; Argumento para cinema; Autor
» 1993 | Les Mamies realizado por Marie Delacour; Actor
» 1994 | Afirma Pereira realizado por Roberto Faenza; Actor

### Publicidade
» 2003 | Spot TV Circo da Lua; Realizador
» 2003 | Spot TV EXDSuperbock; Concurso Super Bock integrado na ExperimentaDesign2003; Co-autor com Ubiquidade e Rui Viana, Realizador
» 2003 | Spot TV Polaroid; Co-Realização com Ubiquidade
» 1993 | Campanha de luta contra a SIDA; Actor
» 1992 | Spot O Correio da Manhã; Actor

### Outros
» 2008 | Inspired Lisbon by Bombay Sapphire; Vídeo Documental; Realizador
» 2008 | SET VJ; Vídeos integrantes de concertos de Fernando Fadigas e Miguel Bonneville; Music Box, Bar O Século e Inspired Lisbon by Bombay Sapphire - Lisboa; Autor, Realizador, VJ
» 2004 | Voyager 03 – Digressão Nacional – Magazine 2:; Captação de Imagem
» 1994 | Leituras de poesia, concepção Manuel Cintra; Festival de Fábulas Europeias, Encontro Internacional de Teatro Infantil - Teatro da Comuna - Lisboa; Animador e actor